# Желтиково (Вологодская область)
Желтиково — деревня в Грязовецком районе Вологодской области.
Входит в состав Ростиловского муниципального образования, с точки зрения административно-территориального деления — в Ростиловский сельсовет.
Расстояние по автодороге до районного центра Грязовца — 16 км, до центра муниципального образования Ростилово — 9 км. Ближайшие населённые пункты — Кречково, Желоминино, Запрудново.
По данным переписи в 2002 году постоянного населения не было.